# Hjon Jongmin
Hjon Jongmin (hangul: 현영민, handzsa: 玄泳民, RR: Hyun Young-min; 1979. december 25. –) dél-koreai válogatott labdarúgó. 

## Pályafutása

### Klubcsapatban
2002 és 2005 között az Ulszan Hyundai csapatában játszott. 2006-ban az orosz Zenyit Szankt-Petyerburg , 2007 és 2009 között az Ulszan Hyundai játékosa volt. 2010-től 2013-ig az FC Szöul, 2013-ban a Szongnam FC, 2014 és 2017 között a Csonnam Dragons csapatában játszott. 

### A válogatottban
2001 és 2004 között 15 alkalommal játszott a dél-koreai válogatottban. Részt vett a 2002-es világbajnokságon, a 2002-es CONCACAF-aranykupán és a 2004-es Ázsia-kupán.

## Sikerei, díjai
Ulszan Hyundai
- Dél-koreai bajnok (1): 2005

FC Szöul
- Dél-koreai bajnok (1): 2010